# Stazione di Sōka
La stazione di Sōka (草加駅?, Sōka-eki) è una stazione ferroviaria situata nella città omonima della prefettura di Saitama, in Giappone, ed è servita dalla linea Sky Tree delle Ferrovie Tōbu.

## Linee
Ferrovie Tōbu
● Linea Tōbu Isesaki (Linea Tōbu Sky Tree)

## Struttura
La stazione, è dotata di due marciapiedi a isola con quattro binari passanti sopraelevati, all'esterno dei quali si trovano altri 2 binari per il transito dei treni che non fermano. Il fabbricato dispone di ascensori e scale mobili, oltre a diversi servizi quali biglietteria, sala d'attesa, distributori automatici e combini.
| 2 | ● Linea Sky Tree | Espressi per Kita-Senju, Tōkyō Sky Tree e Asakusa via linea Hanzōmon per Shibuya e Chūō-Rinkan |
| 3 | ● Linea Sky Tree | Locali per Takenotsuka, Kita-Senju, Tōkyō Sky Tree e Asakusa via linea Hibiya per Naka-Meguro  |
| 4 | ● Linea Sky Tree | Locali per Matsubara-Danchi, Kita-Koshigaya, Kita-Kasukabe e Tōbu Dōbutsukōen                  |
| 5 | ● Linea Sky Tree | Espressi per Shin-Koshigaya, Kasukabe, Tōbu Dōbutsukōen, Kuki e Tōbu Nikkō                     |

## Stazioni adiacenti
| «                  | Servizio               | »                  |
| Linea Tōbu Isesaki | Linea Tōbu Isesaki     | Linea Tōbu Isesaki |
| ------------------ | ---------------------- | ------------------ |
| Yatsuka            | Locale                 | Dokkyodaigakumae   |
| Nishiarai          | Semiespresso sezionale | Shin-Koshigaya     |
| Nishiarai          | Espresso sezionale     | Shin-Koshigaya     |
| Nishiarai          | Espresso               | Shin-Koshigaya     |
| Nishiarai          | Semiespresso           | Shin-Koshigaya     |
| Transito           | Rapido                 | Transito           |
| Transito           | Rapido sezionale       | Transito           |